# 秋山裕
秋山 裕（あきやま ゆたか、1961年 - ）は、日本の経済学者。慶應義塾大学准教授。経済学修士（慶應義塾大学）。
専門分野は経済発展論・計量経済学。国の経済発展を経済理論、経済統計を利用して研究している。

## 略歴
東京生まれ。1985年に慶應義塾大学経済学部卒業、1987年に慶應義塾大学大学院経済学研究科修士課程修了、同大学経済学部助手、1994年に慶応義塾大学大学院経済学研究科博士課程単位取得、同大学経済学部専任講師、1996年に助教授を経て、2007年より慶應義塾大学准教授。

## 所属学会
- American Economic Association、
- Western Economic Association International
- East Asian Economic Association
- 日本経済学会
- アジア経済学会

## 著書
- 「応用計量経済学〈1〉 (数量経済分析シリーズ)」（多賀出版、共著、1997/9/1）
- 「経済発展論入門」（東洋経済新報社、単著、1999/3/30）
- 「統計学基礎講義 第2版」（慶應義塾大学出版会、単著、2015/4/7）
- 「Rによる計量経済学」（オーム社、単著、2018/9/4）
- 「統計学基礎講義 第3版」（慶應義塾大学出版会、単著、2022/4/7）